# Devon Weigel
Devon Weigel (Calgary, 18 novembre 1983) è un'attrice canadese conosciuta per il suo ruolo di Tanya Shedden in Falcon Beach.

## Biografia
Si è laureata al Monte Royal College per proseguire la carriera in teatro. Ha proseguito la sua carriera con Falcon Beach dove è conosciuta come Tanya. Ha anche svolto un piccolo ruolo in Il mio ragazzo è un bastardo. Nel 2011 ha recitato nel ruolo di Vicky nel film Un fantafilm - Devi crescere, Timmy Turner!. Ha anche partecipato ad un episodio di Smallville. Nel 2015 interpreta il ruolo di Viola Thatcher, sorella della protagonista nella serie western Quando chiama il cuore.

## Filmografia

### Cinema
- Il mio ragazzo è un bastardo (John Tucker Must Die), regia di Betty Thomas (2006)
- Un anno da leoni (The Big Year), regia di David Frankel (2011)

### Televisione
- 14 Hours, regia di Gregg Champion (2005) - film TV
- Falcon Beach, serie TV (2005-2006)
- Un regalo speciale (The Christmas Hope), regia di Norma Bailey (2009) - film TV
- Fairly Legal, serie TV (2011-2012)
- Un fantafilm - Devi crescere, Timmy Turner! (A Fairly Odd Movie: Grow Up, Timmy Turner!), regia di Butch Hartman (2011)
- Rags, regia di Billie Woodruff (2012) - film TV
- Un Fanta Natale (A Fairly Odd Christmas), regia di Butch Hartman (2012)
- Il FantaParadiso (A Fairly Odd Summer), regia di Butch Hartman (2014)
- Quando chiama il cuore (When Calls The Heart), serie TV (2014-in corso)
- Gourmet Detective, serie di film televisivi (2015-in corso)

## Doppiatrici italiane
- Myriam Catania in Falcon Beach
- Claudia Razzi ne Un fantafilm - Devi crescere Timmy Turner!
- Angela Brusa in Quando chiama il cuore[1]